# Adriana Russo
Adriana Russo (née le 4 février 1959), est une chanteuse et actrice italienne.

## Biographie
Née à Rome, Russo commence à jouer à l'université, puis rejoint la compagnie de théâtre Teatro insieme Emilia Romagna. Dans la seconde moitié des années 1970, elle entre dans la compagnie de cabaret Il Bagaglino et obtient ses premiers rôles au cinéma, notamment dans Affreux, sales et méchants d'Ettore Scola,. Après avoir travaillé sur scène avec Vittorio Gassman, sa carrière est lancée par l'émission de variétés de La Sberla diffusée sur la chaîne Rai,. Russo apparaît ensuite dans plusieurs dizaines de films, pièces de théâtre et séries télévisées ; elle est également playmate dans l'édition italienne de Playboy. Elle entretient une relation de plusieurs années avec le présentateur de télévision Pippo Baudo.

## Filmographie partielle
- 1976 : Affreux, sales et méchants (Brutti, sporchi e cattivi) d'Ettore Scola : Dora
- 1976 : Un murmure dans l'obscurité (Un sussurro nel buio) de Marcello Aliprandi : Clara, la femme de chambre
- 1979 : John's fever, ce soir on s'éclate (John Travolto... da un insolito destino) de Neri Parenti : Adriana
- 1979 : Hot Potato (La patata bollente) de Steno : Patrizia, une amie de Maria
- 1979 : Aldo fait ses classes (Riavanti... Marsch!) de Luciano Salce : Valeria Sabbioni
- 1980 : Mon curé va en boîte (Qua la mano) de Pasquale Festa Campanile : Ersilia, la femme d'Orazio
- 1980 : L'Amour en première classe (Un amore in prima classe) de Salvatore Samperi : la fille avec la valise de Carmelo
- 1981 : Manolesta de Pasquale Festa Campanile : Angela
- 1981 : Fleur du vice (Miele di donna) de Gianfranco Angelucci (de) : Ines
- 1981 : Qui c'est, ce mec ? (Bollenti spiriti) de Giorgio Capitani : la femme de chambre
- 1982 : Don't Play with Tigers (Ricchi, ricchissimi... praticamente in mutande, premier segment) de Sergio Martino : Maria Domenichini
- 1982 : Come on Idiot (Vieni avanti cretino) de Luciano Salce : la fille au bar
- 1982 : Marche au pas ! (Porca vacca) de Pasquale Festa Campanile : la danseuse
- 1982 : Delitto sull'autostrada de Bruno Corbucci :  Laura Carboni
- 1982 : La Grosse Fille (Cicciabomba) d'Umberto Lenzi : Fanny surnommée "Pinocchia"
- 1983 : Occhio, malocchio, prezzemolo e finocchio (segment Il mago) de Sergio Martino : Iole
- 1985 : Pizza Connection de Damiano Damiani : la propriétaire de la villa
- 1992 : Belle da morire de Riccardo Sesani : Mary
- 1995 : Secret d'État (Segreto di stato) de Giuseppe Ferrara : Lilli
- 1997 : Stressati de Mauro Cappelloni : Giuditta

## Discographie partielle

### Singles
- 1981 : Capriccio/Io, la pantera (Durium)
- 1985 : Up and Down/Chatta-Nooga Choo-Choo (Videoradio)